# Contea di Xiuwen
La contea di Xiuwen (修文县S, Xiūwén XiànP) è una contea della Cina, situata nella provincia del Guizhou e amministrata dalla prefettura di Guiyang.